# Mission sui juris de Funafuti
La mission sui juris de Funafuti est une juridiction de l'Église catholique.

## Territoire
La mission sui juris couvre toutes les Tuvalu.

## Histoire
La mission sui juris est érigée le 10 septembre 1982.

## Supérieurs
- du 10 septembre 1982 à 1985: Card. Pio Taofinu'u, S.M., archevêque de Samoa-Apia
- du 7 août 1985  au 14 juillet 1986: John Hubert Macey Rodgers, S.M., évêque émérite de Rarotonga
- du 14 juillet 1986 à 2010: P. Camille DesRosiers (en), S.M.
- du 24 septembre 2010 au 8 février 2014: P. John Ikataere Rarikin (en), M.S.C.
- du 24 février 2014 au 8 décembre 2023 : P. Reynaldo Getalado (de), M.S.P.
- depuis le 3 juin 2024 : Eliseo Napiere (en), M.S.P.